# Morning View
Morning View − czwarty album zespołu Incubus wydany 23 października 2001 roku nakładem wytwórni Epic Records i Immortal Records. Ostatni album, w którego realizację zaangażowany był basista Alex Katunich (Dirk Lance). Nagranie powstało wiosną 2001 w Malibu i wydane zostało 23 października 2001. "Morning View Drive" to nazwa ulicy w Malibu, przy której zespół mieszkał podczas nagrywania płyty.1
Brzmienie albumu jest łagodniejsze niż poprzednich, zwłaszcza widoczne w utworach takich jak "Echo" czy "Are You In?". Kompozycje takie jak "Just a Phase" pokazują bardziej oryginalne struktury piosenek.
Ostatni utwór, "Aqueous Transmission", brzmi zupełnie inaczej niż cała twórczość Incubusa; pojawia się w nim tradycyjna chińska pipa, a brzmienie jest bardzo stonowane i relaksacyjne.

## Lista utworów
1. "Nice to Know You"
2. "Circles"
3. "Wish You Were Here"
4. "Just a Phase"
5. "11am"
6. "Blood on the Ground"
7. "Mexico"
8. "Warning"
9. "Echo"
10. "Have You Ever"
11. "Are You In?"
12. "Under My Umbrella"
13. "Aqueous Transmission"

## Skład
- Brandon Boyd − wokal
- Mike Einziger − gitara
- Dirk Lance − gitara basowa
- Chris Kilmore − turntablism
- Jose Pasillas − perkusja